# Cold (musikgrupp)

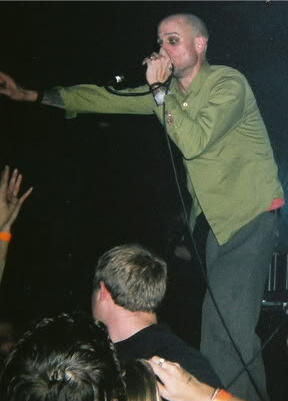
Bandets frontfigur Scooter Ward live år 2009

Cold är ett amerikanskt rockband från Jacksonville, Florida grundat år 1986 av sångaren och kompgitarristen Scooter Ward, trummisen Sam McCandless, basisten Jeremy Marshall och sologitarristen Matt Loughran. Mellan 1986 och 1995 var bandet kända som Grundig, under denna period publicerades 8-låtars EPn Into Everything år 1992 och bandmedlemmarna flyttade till Atlanta men flyttade så småningom tillbaka till Florida. Grundig splittrades år 1995 och sångaren Scooter Ward flyttade tillbaka till Jacksonville där han, McCandless, Kelly Hayes, och Pat Lally grundade bandet Diablo. Ett band som bara var aktivt i tre månader då Grundig återförenades 1996, men den här gången under namnet Cold. 
Vid sidan av flera medlemsbyten har Cold hittills publicerat sex studioalbum och sålt över en miljon exemplar i USA. I november år 2006 och efter fyra studioalbum, meddelade bandet via Myspace att de lägger av. Två år senare meddelades det att bandets ursprungliga line-up skulle återförenas tillfälligt för att åka på turné i början av 2009. Vad som såg ut att vara en tillfällig återförening blev till slut en permanent återförening och det spelades in två studioalbum till. 

## Medlemmar

### Nuvarande
- Scooter Ward – sång, keyboard, kompgitarr (1986–2006, 2009–)
- Sam McCandless – trummor, slagverk (1986–2006, 2009–2015, 2019–)
- Lindsay Manfredi – bas (2014–)
- Nick Coyle – sologitarr, bakgrundsång (2017–), keyboard (2021–)
- Jonny Nova – kompgitarr (2018–present), programmering (2021–)

### Tidigare medlemmar
- Matt Loughran – sologitarr (1986–1992, 2004–2006)
- Jeremy Marshall – bas, bakgrundsång (1986–1995, 1996–2006, 2009–2014)
- Sean Lay – sologitarr (1992)
- Pat Lally – bas (1995–1996)
- Kelly Hayes – gitarr (1992–2004, 2009)
- Terry Balsamo – gitarr (1999–2004, 2009, 2016–2018)
- Eddie Rendini – kompgitarr (2004; död 2015)
- Mike Booth – kompgitarr, keyboard (2005)
- Zac Gilbert – kompgitarr (2005–2006), sologitarr (2009–2016)
- Joe Bennett – sologitarr (2009)
- Michael Harris – kompgitarr (2009)
- Drew Molleur – kompgitarr, bakgrundsång (2010–2016)
- Ethan York – trummor, slagverk (2017–2019)

## Diskografi som Grundig

### EP
- Into Everything (1992)

## Diskografi som Cold

### Studioalbum
- Cold (1998)
- 13 Ways to Bleed on Stage (2000)
- Year of the Spider (2003)
- A Different Kind of Pain (2005)
- Superfiction (2011)
- The Things We Can't Stop (2019)

### EP
- Oddity (1998)
- Project 13 (2000)
- Something Wicked This Way Comes (2000)

### Singlar
- Go Away (1998)
- Give (1998)
- Just Got Wicked (2000)
- Confession (2000)
- No One (2000)
- End of the World (2001)
- Bleed (2001)
- Gone Away (2002)
- Stupid Girl (2003)
- Suffocate (2003)
- Wasted Years (2003)
- Happens All the Time (2005)
- A Different Kind of Pain (2006)
- Wicked World (2011)
- American Dream (2012)
- Emily (2012)
- Delivering the Saint (2012)
- Flight of the Superstar (2012)
- Shine (2019)
- Without You (2019)
- The Devil We Know (2019)
- Run (2019)
- We All Love (2019)
- Quiet Now (2020)